# Neolydella pruinosa
Neolydella pruinosa är en tvåvingeart som först beskrevs av Louis-Paul Mesnil 1939.  Neolydella pruinosa ingår i släktet Neolydella och familjen parasitflugor.
Artens utbredningsområde är Madagaskar. Inga underarter finns listade i Catalogue of Life.